# Csuang Csou
Csuang Csou (Zhuang Zhou), illetve a közismertebb tiszteleti nevén: Csuang-ce (Zhuangzi) Lao-ce (Laozi) mellett a korai taoizmus legkiemelkedőbb alakja. Életéről meglehetősen kevés konkrétumot árulnak el a klasszikus források, ám annál jelentősebb a nevét viselő műve, a Csuang-ce (Zhuangzi), amelyben színes anekdoták, történetek példázatain keresztül fejti ki a taoizmus filozófiáját.

## Élete
Csuang Csou (Zhuang Zhou) rövid életrajza a nagy történetíró, Sze-ma Csien (Sima Qian) művének, A történetíró feljegyzéseinek 63. fejezetében maradt fenn. Ezek szerint a mai Honan (Henan) és Santung (Shandong) tartományok határvidékén, az egykori Szung (Song) (宋) fejedelemségben található Mengben (蒙) született. A Liang-beli (梁) Huj (Hui) (惠) király (i. e. 370–319) és a Csi (Qi)-beli (齊) Hszüan (Xuan) (宣) király (i. e. 319–301) kortársa volt. Állítólag baráti viszonyt ápolt Huj Si (Hui Shi)vel (惠施), akivel vitatkozva alakíthatta ki sajátos bölcseletét. A neki tulajdonított mű, a Csuang-ce (Zhuangzi) szerint (20., 32. fej.) több tanítványa volt, de róluk semmi hitelt érdemlő nem maradt fenn.

„...Korának legnagyobb tudósai sem voltak képesek megvédeni magukat vele szemben. Szavai minden visszafogottság nélkül hömpölyögtek saját maga örömére, így a királyok, a hercegek és a nagyurak semmire sem tudták használni. A Csu (Chu)-beli (楚) Vej (Wei) (威) király (ur. i. e. 339–329) tudomására jutott, hogy Csuang Csou (Zhuang Zhou) igen kiváló ember. Egy követet küldött gazdag ajándékokkal, hogy rávegye, legyen (a király) főminisztere. Csuang Csou (Zhuang Zhou) csak mosolygott és azt mondta Csu (Chu) követének: „1000 csin (jin) (金) (réz) bizony nagy vagyon, a miniszterség pedig igen tiszteletre méltó pozíció, de talán nem láttad, (hogyan bánnak) a külvárosi áldozatoknál használt ökörrel? Sok évig etetik, majd finom brokátot adnak rá és bevezetik a Nagy Templomba. Ha már erre került a sor, vajon megtehetné-e azt, hogy ha arra vágyik, egy árva kis borjú legyen? Menj el innen gyorsan, uram, ne szennyezz be engem! Inkább eljátszom egy koszos kanálisban saját szórakoztatásomra, mint hogy egy uralkodó fogságában sínylődjek. Semmiféle hivatalt nem vállalok, amíg élek, mert nekem így esik jól.”

## Műve
A filológia vizsgálatok már régen kimutatták, hogy a Csuang Csou (Zhuang Zhou)nak tulajdonított, a nevét viselő mű, Csuang-ce (Zhuangzi)  szövege nem homogén, hanem bizonyosan több szerzőtől származik. Feltehetően már a Han-kortól három részre osztották, úgy is, mint:
- „belső fejezetek” (nej-pien (neipian) 內篇)
- „külső fejezetek” (vaj-pien (waipian) 外篇)
- „vegyes fejezetek” (ca-pien (zapian) 雜篇)

A jelenleg ismert szöveg, melyet Kuo Hsziang (Guo Xiang) (郭象) (i. sz. 252–312) állított össze, 7 belső, 15 külső és 11 vegyes fejezetet tartalmaz. A hagyomány és a modern filológia egyetért abban, hogy az első hét fejezet tekinthető Csuan-ce (Zhuangzi) eredeti művének, amely stílusában, nyelvtanában és tanításának tartalmában egységes, és felbukkan benne az összes lényegesebb motívum, míg a későbbi fejezetek más szerzőknek a belső fejezetekhez különböző mértékben hasonlító írásait tartalmazza.
A Han su (Han shu) 30. fejezete szerint a műnek létezett egy 52 fejezetes változata is, mely feltehetőleg az eredeti lehetett. Az i. sz. 3–4. században keletkezett kommentárok között kettő is található, amely az 52 fejezetes változathoz készült. Erre utal az is, hogy számos enciklopédiában és kommentárban találhatók olyan részletek, melyek nem szerepelnek a jelenleg ismert műben.
Csuang-ce (Zhuangzi) műve alapvetően inkább történetekkel, tanmesékkel, hasonlatokkal és metaforákkal fejezi ki mondanivalóját. A taoizmus alapművének számító Tao-tö-king (Daodejing)hez képest sokkal terjedelmesebb, mind tartalmában, mind nyelvezetében sokszínűbb műben egyedülálló képzelőerővel, humorral, játékossággal és szellemességgel megírt történetek és a bennük megnyilvánuló elvek teoretikus kifejtése, bölcseleti megfogalmazása váltogatja, illetve egészíti ki egymást. Nyelvezetének stilisztikai különlegessége egyedülálló és előzmények nélküli az ókori kínai gondolkodásban és irodalomban egyaránt.

## Filozófiája
Lao-ce (Laozi)hez képest, hogy Csuang-ce (Zhuangzi) szerint az igazi bölcs teljesen visszavonul a kormányzás feladataitól, és kizárólag a spirituális „szabad kóborlás”-ban leli örömét, a tao (dao) határtalanságának és spontaneitásának és az eredendő csi (qi)nek adva át magát.
Csuang-ce (Zhuangzi) célja, akárcsak valamennyi ókori iskoláé, egyfajta szentség elérése volt, ehhez azonban az erény művelését és az elméleti vitákat elégtelen eszköznek tartotta, helyettük a misztikus intuíciót és az általa is tao (dao)nak nevezett teljességgel való egyesülés útját helyezte előtérbe. Szerinte az érzéki tapasztalás és a szenvedélyek eltávolítanak a tao (dao)tól, mivel a megkülönböztetésre építenek, ezzel szemben a külső, érzéki világtól való elszakadás („a szív böjtje”), a meditatív technikák és az eksztatikus állapotok mind a tao (dao)val való egyesüléshez segítik a törekvőt. Ez a szellemi út valójában visszatérés egy eredendő állapotba, az ürességbe, a nem-cselekvésbe, a „faragatlan rönk” (pu 樸) állapotába, ahonnét szemlélve a világi jelenségek, élet és halál csak folyamatos átalakulás és átváltozás egy-egy fázisa, minden létező forrásának tételezett tao (dao) által mozgatott események. 
A Csuang-ce (Zhuangzi) által gyakran felvetett fontosabb témák közé tartoznak a valóság és a tudás relativitását tükröző nyelvi relativitás kérdése, a paradoxonok jellege, égi és emberi különbsége, a tudás természete, a puszta érvelés hatékonyságával szembeni szkepticizmus, aktivitás és nyugalom viszonya és a halhatatlanok (hszien (xian) 仙) állapotának elérése.